# Vydra pobřežní
Vydra pobřežní, v Chile známá pod mapučským názvem chungungo (Lontra felina, také Lutra felina) je druh vydry z čeledi lasicovití (Mustelidae) a rodu Lontra. Druh popsal Juan Ignacio Molina. Vyskytuje se při pobřeží Jižní Ameriky a dle Mezinárodního svazu ochrany přírody patří mezi ohrožené druhy.

## Výskyt
Vydra pobřežní je zvířetem neotropické oblasti, obývá pobřeží Jižní Ameriky při jihovýchodní části Tichého oceánu a jihozápadní části Atlantského oceánu, od severního Peru podél pobřeží Chile až k jižnímu cípu Jižní Ameriky, s izolovanými populacemi v Argentině. K životu dává přednost oblastem se silnými větry, vlnobitími a dostatkem ryb. Žije v malých jeskyňkách ve skalnatých útesech, kde vyvádí i mláďata.

## Popis
Vydra pobřežní je statné zvíře dosahující velikosti kočky. Jedná se o nejmenší druh rodu Lontra. Dlouhé a štíhlé tělo měří asi 90 cm a váží 3 až 6 kg, ocas dosahuje velikosti 30 až 36 cm. Nohy jsou krátké a vybavené plovací blánou. Hlava je plochá, s širokým nosem, který se může uzavřít pod vodou, a malýma ušima. Drsná srst je tmavá na zádech a bocích, spodní strana je světlejší. Vydra pobřežní má rychlý metabolismus a potřebuje vysokou dávku potravy.

## Chování

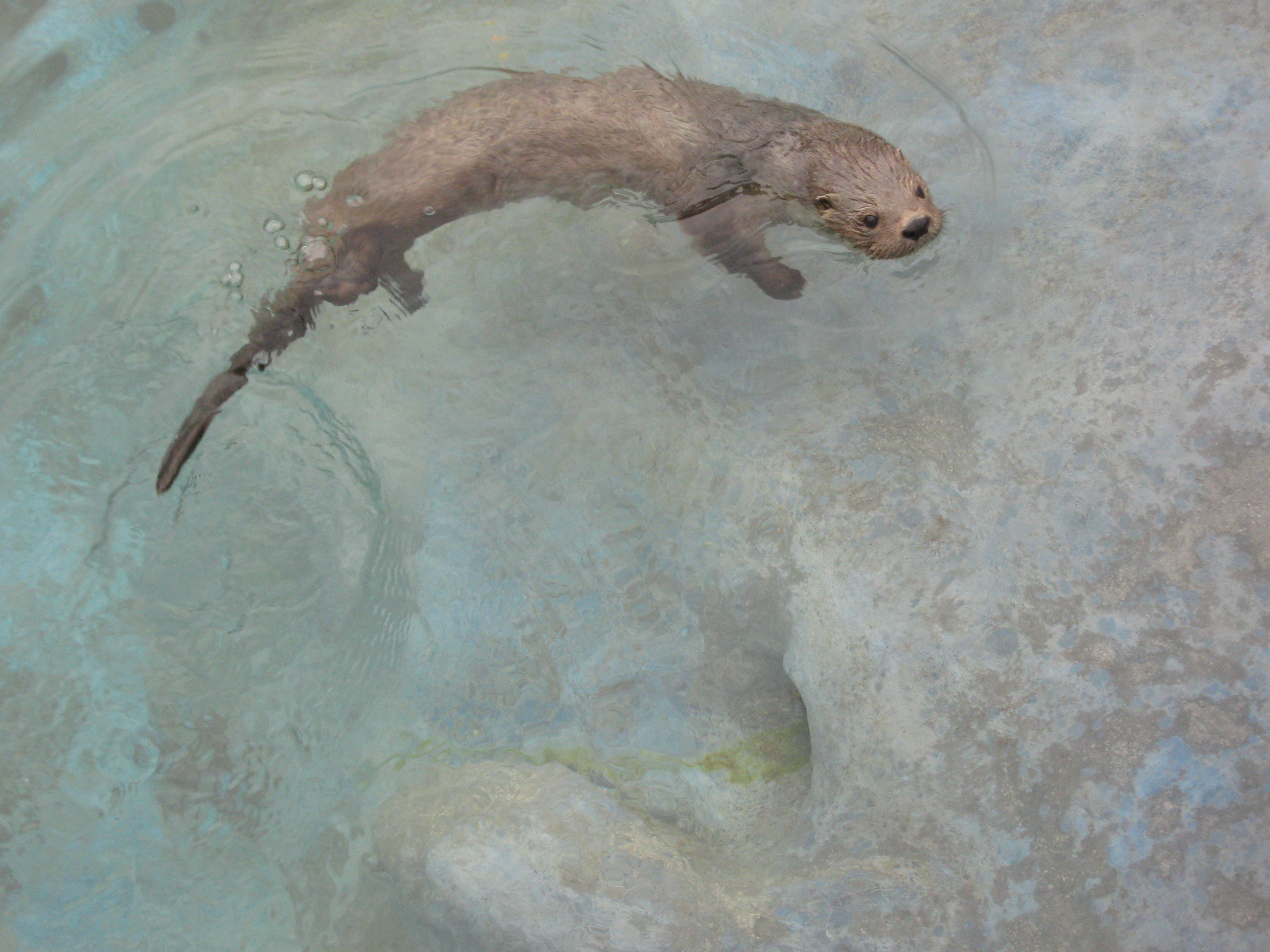
Plavající vydra pobřežní

Vydry pobřežní mohou žít o hustotě populace až 10 jedinců na km pobřeží, avšak obyčejně se starají samy o sebe. Nejsou příliš teritoriální a k ostatním jedincům stejného druhu se většinou chovají přátelsky, potyčky mohou nastat především při soubojích o potravu, kdy se vydry neváhají i kousat. Vydry pobřežní plavou obvykle s ponořeným tělem a hlavu a horní část zad mají vynořenou z vody. Pravidelně se krátce ponořují do hloubky 30 až 40 m a vyhledávají potravu. Hledáním potravy vydry tráví až 70 % času. Jídelníček tvoří převážně bezobratlí, jako korýši a měkkýši, ale také ryby (tento druh dovede ulovit rybu stejně velkou jako je on sám), malí savci, ptáci a plody. I přes to, že je to vodní živočich, dovede se vydra pobřežní hbitě pohybovat i po souši, kde si hraje či odpočívá, přičemž svou skálu si značí štiplavě páchnoucí močí.
Druh je patrně monogamní, období rozmnožování nastává mezi prosincem a lednem. Po 60 až 65 dnech březosti se samici narodí 2–4 mláďata, která se svými rodiči zůstávají dalších 10 měsíců.

## Ohrožení

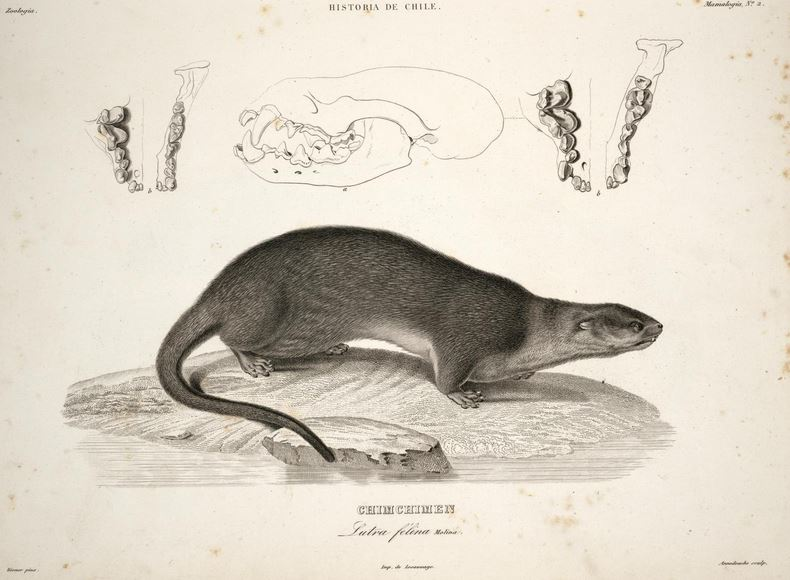
Kresba vydry pobřežní

Vydra pobřežní je v ohrožení v celém jejím areálu rozšíření. Ve 20. století byl nebezpečím pro tento druh lov pro kožešinu. Jen mezi lety 1910 až 1954 bylo z Chile vyvezeno na 38 tisíc kusů vyder. Třebaže tato čísla zahrnují i příbuznou vydru jižní (L. provocax), ukazují na rozsah tehdejšího obchodu s kožešinami. I přestože klesla poptávka po kožešinách vyder a lov je korigován, nezákonně se stále lokálně objevuje. Současné největší hrozby vyplývají z intenzivní urbanizace západního pobřeží Jižní Ameriky a lidského tlaku na původní ekosystém. Jedná se hlavně o ztrátu stanovišť, znečištění mořských ekosystému, pronásledování vyder ze stran rybářů a jiné. Ze všech těchto důvodů Mezinárodní svaz ochrany přírody zařadil tento druh mezi ohrožené, jejichž populace klesá.
Tento druh je chráněn ve všech zemích jeho výskytu a zařazen do přílohy I Úmluvy o mezinárodním obchodu s ohroženými druhy volně žijících živočichů a rostlin a rovněž do první přílohy Bonnské úmluvy.